# Frank Verlaat
Frank Verlaat (Haarlem, 5 marzo 1968) è un ex calciatore olandese, di ruolo difensore.

## Palmarès

### Club

#### Competizioni nazionali
- Coppa dei Paesi Bassi: 1

Ajax: 1986-1987
- Coppa di Francia: 1

Auxerre: 1993-1994
- Coppa di Germania: 1

Stoccarda: 1996-1997

#### Competizioni internazionali
- Coppa delle Coppe: 1

Ajax: 1986-1987

## Curiosità
Detiene il record di autoreti segnate in una stagione nel campionato svizzero. Infatti, durante la stagione 1989-1990, quando militava nel Losanna, ne segnò ben 4.